# Georgetown (Kentucky)
Georgetown település az Amerikai Egyesült Államok Kentucky államában, Scott megyében, melynek megyeszékhelye is. Lakosainak száma 37 086 fő (2020. április 1.).

## Népesség
A település népességének változása:

| 2010 | 29 098 |
| 2020 | 37 086 |